# Ömer Seyfettin
Ömer Seyfettin (* 1884 in Gönen (Provinz Balıkesir); † 6. März 1920 in Istanbul) war einer der wichtigsten Schriftsteller des spätosmanischen Reichs. Er gilt als Klassiker der türkischen Literatur und wurde vor allem durch seine Kurzgeschichten (Hikayeler) berühmt, welche sich dadurch auszeichnen, dass sie die türkische Volkssprache in ihrem Istanbuler Dialekt als Literatursprache verwenden.

Das Grab Ömer Seyfettins

## Leben
Ömer Seyfettin wurde 1884 in Gönen in der Provinz Balıkesir in der Nähe des südlichen Ufers des Marmara-Meers geboren. Sein Vater Ömer Şevki Bey war Offizier in der osmanischen Armee und stammte ursprünglich aus dem Kaukasus, möglicherweise aus einer tscherkessischen Familie aus dem Stamm der Hatkoy. Er soll einen strengen und autoritären Charakter gehabt haben, was vielleicht auf seine Vertreibung nach dem Ende der Russisch-Kaukasischen Kriege 1864 zurückzuführen ist. Seine Mutter Fatma Hanım stammte aus einer Istanbuler Intellektuellenfamilie, war sehr religiös und las ihm häufig aus dem Koran vor. Sie blieb auch im späteren Leben ein steter Referenzpunkt für den Schriftsteller.
Durch den Beruf des Vaters musste die Familie häufig umziehen. Ab 1893 wurde Ömer nach Istanbul in die Obhut seines Onkels Koca Mustafa Paşa gegeben und erhielt dort den Großteil seiner Schulbildung an Militärschulen (darunter die berühmte Mekteb-i Harbiye-i Şahane). Ab 1906 unterrichtete er an der Izmir Jandarma Okulu (Militärschule von Izmir). In dieser Zeit lernte er Französisch und kam über seine Freunde Baha Tevfik und Necip Türkçü mit europäisch-westlichen Ideen in Kontakt. 1909 wurde er in die dritte Armee versetzt, welche in Selanik (Thessaloniki) stationiert war und vornehmlich christlich-nationalistische Guerilla-Einheiten auf dem Balkan bekämpfte. Zudem bildete seine Armeeeinheit eine Hauptstütze der zweiten konstitutionellen Ordnung. Die Erfahrungen dieser Zeit spiegeln sich in vielen seiner Geschichten wider.
Seit 1910 begann er, in Zeitschriften zu veröffentlichen und trat 1911 aus der Armee aus, um sich dem Schreiben zu widmen. Er wurde schnell Beiträger  der Zeitschrift Genç Kalemler (Junge Federn) in Selanik, welche zunächst unter dem Namen Hüsün ve Şiir (Schönheit und Poesie) erschien. Sie war Teil der nach Lockerung der Zensur 1908 florierenden Presselandschaft. Obwohl prinzipiell der Literatur gewidmet, war sie ein Ort vielfältiger, hochpolitischer Debatten im Kontext der Krisenjahre des Imperiums. Zu dem Netzwerk der Zeitschrift gehörten zentrale intellektuelle Figuren des türkischen Nationalismus, darunter Ziya Gökalp, Ali Canip Yöntem und Mehmet Fuat Köprülü.
Als sich im September 1912 der Erste Balkankrieg abzeichnete, wurde er wieder zum Militär einberufen. Nach der osmanischen Niederlage gegen Serbien in der Schlacht von Kumanovo, in der er mitgekämpft hatte, beteiligte sich Ömer Seyfeddin an der Verteidigung der Festungsstadt Yanya (Ioannina). Nach dem Fall seiner Stellung geriet er am 18. Januar 1913 in griechische Kriegsgefangenschaft, aus der er erst im November 1913 entlassen wurde. In dieser Zeit verfasste er mehrere Kurzgeschichten, die noch im selben Jahr in der Zeitschrift Türk Yurdu (Türkische Heimat) erschienen. Nach seiner Entlassung aus der Kriegsgefangenschaft begab er sich nach Istanbul – Selanik war im Friedensvertrag von Bukarest Griechenland zugesprochen worden. Anschließend unterrichtete er bis zu seinem Tod am Kabataş Mekteb-i Sultanisi (Kabataş-Gymnasium) in Istanbul Literatur. Die Jahre ab 1917 waren die produktivsten seines Lebens: er veröffentlichte zahlreiche Essays, Kurzgeschichten und Gedichte in Zeitschriften wie Türk Sözu (Die Stimme der Türken), Donanma (Die Flotte, offizielle Zeitschrift der Osmanischen Marine) und Vakit (Die Zeit). Besonders wichtig war in dieser Zeit eine Reihe von Kurzgeschichten einer Propagandakampagne unter dem Titel Eski Kahramanlar (Alte Helden), die er auf Betreiben von General Enver Paşa (1881–1922) für Yeni Mecmua (Neue Zeitschrift) schrieb. Er starb 36-jährig am 6. März 1920 nach kurzer, schwerer Krankheit.

## Werk
Ömer Seyfettins Ruhm beruht in erster Linie auf seinen Kurzgeschichten – obwohl als literarische Form schon seit dem 19. Jahrhundert weit verbreitet, war er derjenige, der am meisten für die Verbreitung dieses Genres in der türkischen Literatur getan hat. Sie zeichnen sich durch Verwendung der türkische Volkssprache aus. Dies bedeutete gegenüber der osmanischen Staatssprache vor allem eine Vereinfachung: im Vokabular wurde auf persische und arabische Lehnwörter verzichtet, wie sie lange die osmanische Literatur gekennzeichnet hatten; in der Grammatik wurden arabische Plurale sowie persische Genetivverbindungen durch entsprechende türkisch-umgangssprachliche Elemente ersetzt.
Insgesamt sind von ihm bislang über 130 Erzählungen nachgewiesen, einige davon unvollendet. Da er häufig unter Pseudonymen schrieb, wird diese Zahl wohl noch ansteigen. Thematisch orientieren sich die Erzählungen vor allem an volkstümlichen Themen und lassen sich in fünf Gruppen einteilen: autobiographische Schriften, Fabeln, historische Erzählungen, Kriegserzählungen und kontemporäre Alltagsthemen. Durch seine Erzählungen und sonstigen Schriften ziehen sich als Leitmotive der soziale Wandel der spätosmanischen Gesellschaft und sein geradezu pädagogischer Impetus, mit dem er die Leser von der politischen Notwendigkeit einer nationalen Einigung der Türken überzeugen wollte. Es ist ihnen zugeschrieben worden, dass sie „in sich fast eine Bibliothek des türkischen Nationalismus“ seien.

## Werkausgaben
(in moderner türkischer Transkription)
- Seyfettin, Ömer (2007ff): Bütün Eserleri [Sämtliche Werke]. 2. Aufl. 6 Bände. Hg. v. Hülya Argunşah. İstanbul: Dergâh Yayınları.

(in deutscher Übersetzung)
- Frank, Carl (1920): Türkische Erzähler: übersetzt und mit Einführungen versehen. München: Roland Verlag.
- Frese, Frank (Hg.) (1947): Türkei. Gauting bei München: Bavaria-Verlag (Stimmen der Völker. Meisternovellen der Weltliteratur, Heft 10).
- Spies, Otto (1927): Türkische Erzähler der Gegenwart: eingeleitet und übersetzt. Berlin: Weltgeist-Bücher.
- Spies, Otto (1942): Das Blutgeld, und andere türkische Novellen: ausgewählte Übersetzungen aus der modernen türkischen Literatur. Leipzig: F. Meiner.
- Spies, Otto (1949): Das Geisterhaus türkische und ägyptische Novellen. Kevelaer: Butzon & Bercker.
- Seyfettin, Ömer (2010): Der einsame Rebell, Darmstadt: Manzara Verlag. ISBN 978-3-939795-05-6
- Seyfettin, Ömer (2008): Primo, der türkische Junge, (2008) Darmstadt: Manzara Verlag. ISBN 978-3-939795-02-5
- Seyfettin, Ömer (2012): Falaka Die Prügelstrafe, (2012) Pfungstadt: Manzara Verlag. ISBN 978-3-939795-17-9
- Seyfettin, Ömer (2012): Die hohen Absätze, (2012) Pfungstadt: Manzara Verlag. ISBN 978-3-939795-16-2
- Seyfettin, Ömer (2013): Das Spukhaus, (2013) Pfungstadt: Manzara Verlag. ISBN 978-3-939795-21-6
- Seyfettin, Ömer (2013): Frühling und Schmetterlinge, (2013) Pfungstadt: Manzara Verlag. ISBN 978-3-939795-43-8
- Seyfettin, Ömer (2017): Das Tagebuch eines jungen Armeniers, (2017) Offenbach: Manzara Verlag. ISBN 978-3-939795-73-5